# Carl Bolle (Unternehmer)

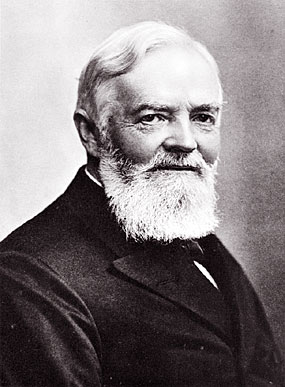
Der erfolgreiche Kaufmann und Firmengründer Carl Andreas Julius Bolle

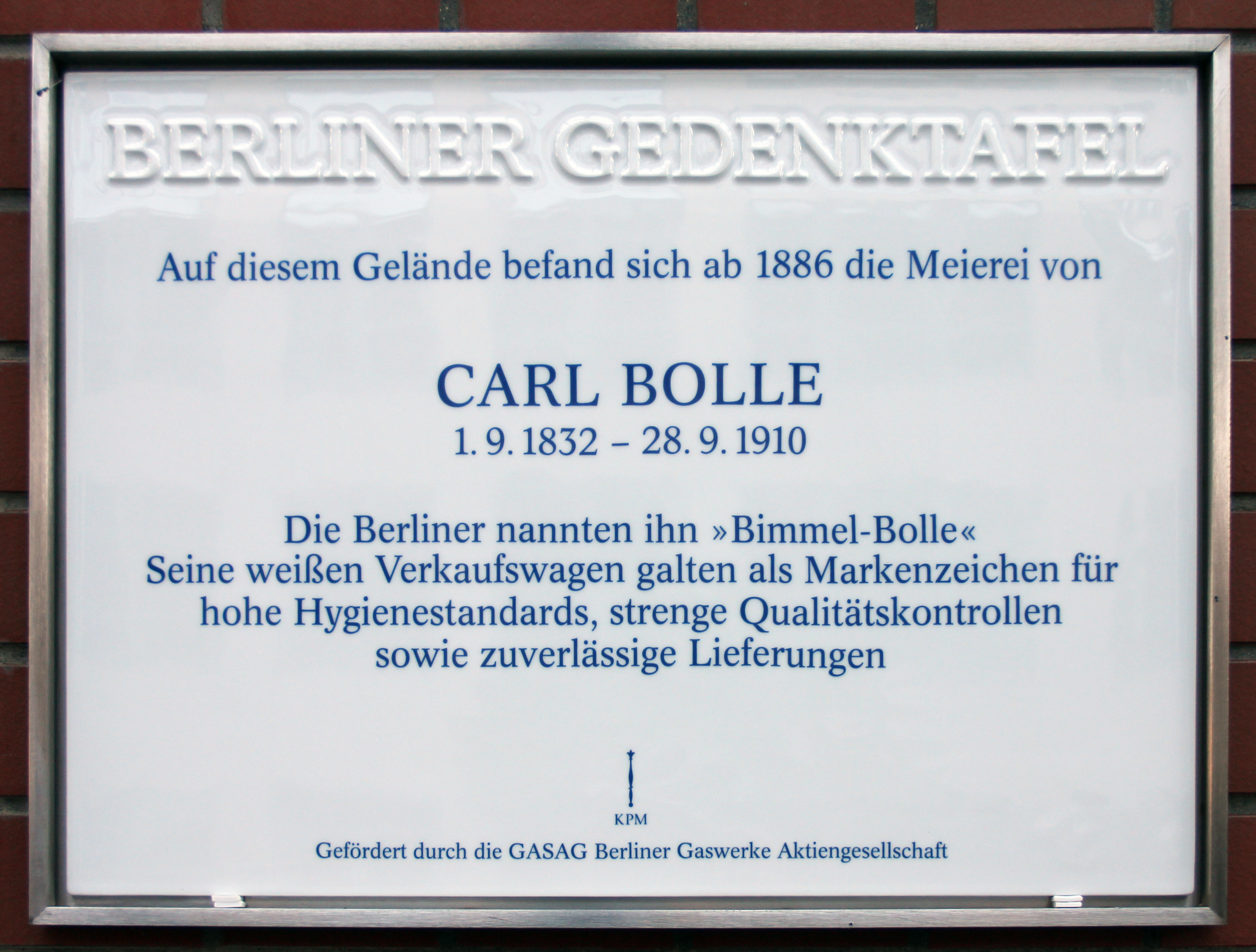
Berliner Gedenktafel, Alt-Moabit 98, in Berlin-Moabit

Carl Andreas Julius Bolle (* 1. September 1832 in Milow; † 28. September 1910 in Berlin) war der Gründer und Besitzer der traditionsreichen Meierei C. Bolle. Sein Spitzname „Bimmel-Bolle“ entstand wegen der immer mit Handglocken bimmelnden Milchverkäufer auf seinen berühmten Bolle-Milchwagen. Die Supermarktkette Bolle ist aus der Meierei hervorgegangen.

## Leben
Geboren wurde Bolle als sechstes Kind des Holz- und Steinhändlers Andreas Bolle und dessen zweiter Ehefrau. Als er viereinhalb Jahre alt war, ertrank sein Vater in der Havel. Seine Mutter starb kurze Zeit später. Als Kind verdiente er etwas Geld, indem er in der Gastwirtschaft seines Onkels auf der Kegelbahn arbeitete. In der Dorfschule von Milow wurden 140 Kinder in einer einzigen Klasse unterrichtet. Nach der Dorfschule besuchte er zunächst die Realschule, dann das Gymnasium in Brandenburg an der Havel, das er jedoch nach der 6. Klasse vorzeitig verließ. Danach begann er auf Geheiß seines knapp 15 Jahre älteren Bruders Andreas Ferdinand eine Lehre als Maurer bei Meister Wede in Rathenow. Als Maurergeselle ging er 1848 in das aufstrebende Berlin der Zeit nach der Deutschen Revolution.
1851, im Alter von 19 Jahren, begab er sich gegen den Willen seines Vormundes auf Wanderschaft – von Berlin über Sachsen und Böhmen bis Wien, von dort über die Donau bis Budapest, wo er Arbeit fand, aber bald schwer erkrankte, sodass er vorzeitig heimkehren musste und sich von seinen Schwestern in Rathenow gesund pflegen ließ. Während dieser Zeit nahm sich das neue Pfarrerehepaar Esche in Milow Bolles an und bewirkte eine Wendung in seinem Leben. Pfarrer Esche schrieb darüber später: „Er fing nun an, die lange vernachlässigte Heilige Schrift und daneben passende Erbauungsbücher zu lesen, sodann die Gottesdienste fleißig zu besuchen und über die gehörten Predigten sich auszusprechen. Der Herr hatte sichtbar sein Werk mit ihm angefangen.“ Auf Vermittlung Esches besuchte Bolle zwei Jahre lang das Berliner Missionshaus mit dem Ziel, Missionar in Südafrika zu werden, erlebte dort jedoch offenbar Demütigungen, die ihn schließlich zum Abbruch der Ausbildung verleiteten. In der Folgezeit betätigte er sich wieder als Maurer und nahm nebenbei Privatunterricht u. a. in Mathematik und Latein, verfehlte jedoch schließlich das angestrebte Abitur. Stattdessen legte er in Eberswalde erfolgreich seine Maurermeisterprüfung ab.
Im Herbst 1860 heiratete er in Berlin Sophie Maltner (1836–1895) und gründete ein Baugeschäft. Mit geerbtem und geliehenem Geld kaufte Bolle einige Grundstücke in der Nähe des heutigen Lützowplatzes am Landwehrkanal im damals schnell wachsenden Berlin, und bebaute diese anschließend mit dringend benötigten Mietshäusern. Sein Arbeitstag begann in der Regel morgens um drei Uhr und endete abends um 20.00 Uhr. Weil er aus Glaubensgründen Schulden baldmöglichst zurückzahlte, gewann er das Vertrauen der Banken.
1869 gründete er das Unternehmen Norddeutsche Eiswerke, das 1872 in eine Aktiengesellschaft umgewandelt wurde. Dafür holte er Natureis aus dem Landwehrkanal und später aus der Rummelsburger Bucht, um es an die immer stärker nach Kühlungsmaterial fragenden Haushalte und Unternehmen (unter anderem seine eigenen) zu verkaufen. Als seine Hausbank zusammenbrach, verlor er sein gesamtes Vermögen, rund zwei Millionen Mark, und musste von vorne anfangen. Auf Anregung des liberalen Abgeordneten Georg von Bunsen entschloss er sich, den ersten Seefischhandel im Binnenland aufzubauen. Er gründete Bolles Seefisch-Handelsgesellschaft, außerdem Bolles Baumschulen, Bolles Obstplantagen und Bolles Konservenfabrik.

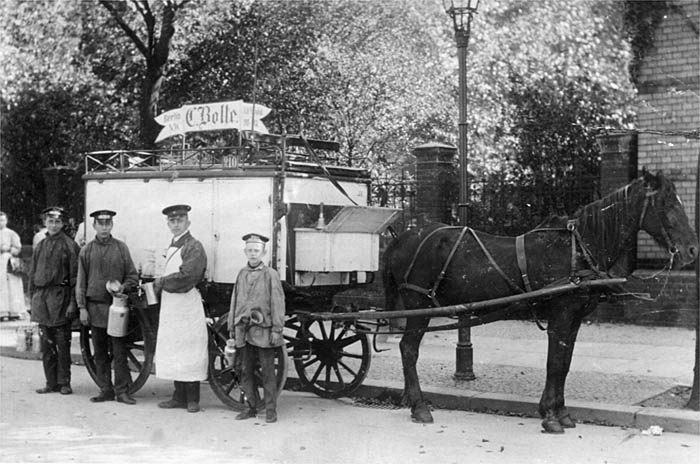
Eines der typischen Pferdefuhrwerke, die Milch und Milchprodukte auf Berlins Straßen verkauften

Die 30 Kühe, die er Ende der 1870er-Jahre auf seinem Grundstück am Lützowufer 31 zur Düngerproduktion für seine Baumschule hielt, wurden ab 1879 auch für die Milchproduktion in Bolles Milchausschank (auch bekannt als „Kuhdestille“ oder „Babythek“) genutzt. Nachdem Bolle Zentrifugen, Verkaufswagen und Handglocken erworben hatte, begann er 1881 mit seinem neuen Unternehmen Provincial-Meierei C. Bolle, Milch mittels Milchwagen in der Stadt zu verkaufen. Die dafür benötigten größeren Mengen Milch bezog er von Bauern im Umkreis von 200 Kilometern, wobei er die Preise durch Kreditvergabe an die Bauern selbst bestimmen konnte. Aus den zu Anfang drei „Bolle-Wagen“ wurden bereits im darauf folgenden Jahr 56 und bis 1910 schließlich 250 Milchwagen. Diese wurden von den „Bolle-Jungen“ gefahren, die täglich bis zu zehn Stunden und sechs Tage in der Woche arbeiteten.
Die Redewendung „Preise wie bei Bolle“ dürfte hier ihren Ursprung haben. Der Ausdruck „sich wie Bolle uff’m Milchwagen amüsieren“ fußt dagegen auf dem Berliner Lied Bolle reiste jüngst zu Pfingsten mit dem Kehrreim: „Aber dennoch hat sich Bolle janz köstlich amüsiert“. Der Abdruck des Bolle-Liedes im Richtigen Berliner wird wie folgt kommentiert: „Durch dieses alte Lied anonymer Herkunft (und zweifelhafter Echtheit des Dialektes) wurde der echte Berliner Name Bolle bezeichnend für den amüsierfreudigen Mann aus dem Volk.“ Dass der bekannte Berliner Milch-Großhändler ebenfalls Bolle hieß, dürfte Zufall sein, da das Lied wohl schon populär war, bevor die „Bolle-Wagen“ ab 1881 in den Straßen auftauchten.
Für seine 2000 Mitarbeiter finanzierte Bolle drei Pfarrer und drei Diakonissen, um Seelsorge und Fürsorge zu ermöglichen. Er unterstützte die Missionsarbeit in Ost-Afrika. Eine von ihm unterhaltene Missionsstation sollte seinen Namen tragen, doch bestand er darauf, dass sie den Namen seines Heimatortes Milow bekam (heute Milo in der Nähe des Malawisees in Tansania).
Bis 1887 lebte Bolle am Lützowufer 31 und zog dann in eine Villa auf dem wegen des gut laufenden Geschäfts erworbenen Grundstück Alt-Moabit 98–103 ein. Heute befinden sich auf dem Gelände seiner einstigen Meierei die Neubauten eines Gewerbezentrums und des Bundesinnenministeriums.
Seine Villa in Milow an der Havel stellte Bolle zu Lebzeiten seinen Mitarbeitern zur Erholung zur Verfügung. Heute befindet sich dort die Jugendherberge Carl Bolle.

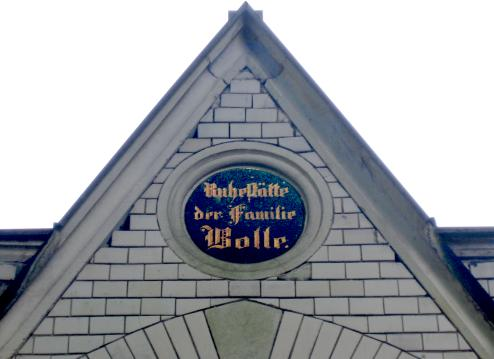
Giebel der Ruhestätte Bolle
Lage:

Grabmal in der Ruhestätte

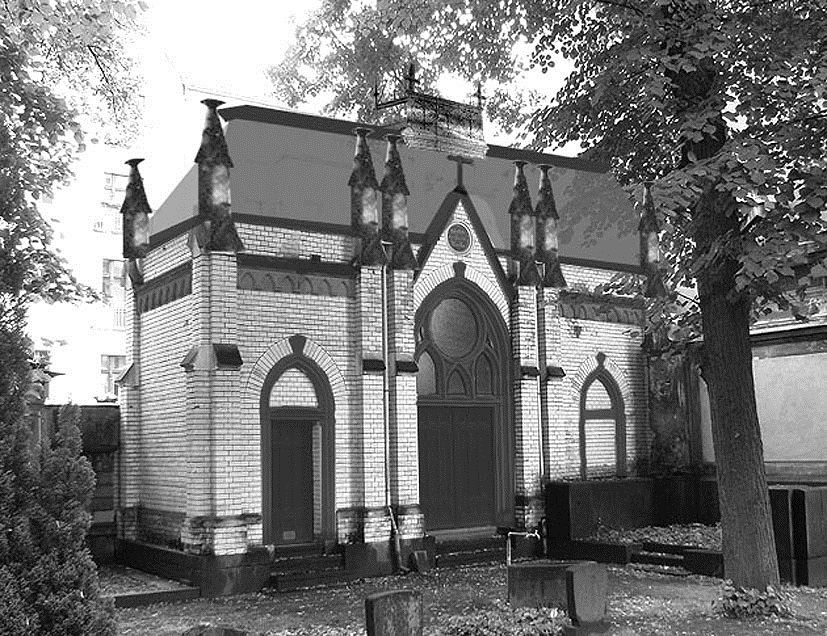
Mausoleum Bolle, Fotomontage Zustand vor 1945

Am 28. September 1910 starb Carl Bolle im Alter von 78 Jahren und wurde auf dem Alten St.-Matthäus-Kirchhof in Schöneberg beerdigt. Die Grabstätte, als Ehrengrab des Landes Berlin gewidmet, befindet sich an der Südwand im Feld P-SE-012.

## Nachkommen
Carl Bolles Söhne, Andreas und Johannes Bolle, übernahmen 1902 das Berliner Bestattungsunternehmen Grieneisen (heute Ahorn AG). Grieneisen hat daher 2000 auch eine Patenschaft für das Mausoleum der Familie Carl Bolle übernommen. 2015 hat der gemeinnützige Förderverein EFEU e. V. die Fenster- und Türeinrahmungen restauriert und mit Genehmigung des Landesdenkmalamtes die originale Farbfassung wiederhergestellt.
Sein Enkel gleichen Namens Carl Bolle war im Ersten Weltkrieg erfolgreicher Jagdflieger, Ritter des Ordens Pour le Mérite und letzter Führer der Jagdstaffel Boelcke. Er starb 1955.

## Ehrungen
Im Jahr 1909 wurde Carl Bolle „für seine großen Verdienste“ der Titel des Geheimen Kommerzienrats verliehen. Sich zum „von Bolle“ adeln zu lassen, lehnte er dankend ab. 1991 erhielt Bolle ein Ehrengrab auf dem Alten St.-Matthäus-Kirchhof in Berlin.
Die Carl-Bolle-Grundschule in Berlin-Tiergarten ist nach ihm benannt. Sie wurde in den Jahren bis 2008 von der Berliner Architektengruppe „Die Baupiloten“ modernisiert und umgebaut.
Am 28. September 2015 wurde in Berlin-Moabit, Alt-Moabit 98, eine Berliner Gedenktafel enthüllt.